# Kuwalanaziti (Prinz)
Kuwalanaziti (luwisch: ‘Heer-Mann’) war ein hethitischer Prinz, „Majordomus“, Oberschäfer und Schreiber unter König Tudḫaliya IV. Er diente vor allem als Bote, unter anderem ins Land Mira.

## Familie
Kuwalanaziti erbte den Titel „Prinz“ von seiner Mutter, durch die er auf unbestimmte Art mit dem hethitischen Königshaus verwandt war, sei es durch direkte Deszendenz oder indem einer seiner Vorfahren in die Königsfamilie eingeheiratet hatte.
Sein Vater Aliḫešni war ein Sohn von Mittannamuwa und Bruder des Walwaziti, die beide „Chef der (Tontafel)-Schreiber“ waren. Kuwalanazitis Mutter, die „Prinzessin“ Tarḫuntamanawa, war eine Tochter von Šaḫurunuwa, der „Chef der Holztafelschreiber“ war. Da Kuwalanaziti und sein Großvater Šaḫurunuwa unter anderem auch den Titel „Oberschäfer“ trugen, wird angenommen, dass der „Oberschäfer“ Kuwalanaziti unter König Šuppiluliuma I. sein Vorfahre war.

## Wirken
Wie aus dem Milawata-Brief (CTH 182; KUB 19.55 + KUB 48.90) hervorgeht, wurde Kuwalanaziti von König Tudḫaliya IV. mit Holztafeln zum Empfänger des Briefs, einem westanatolischen Herrscher, nach derzeit vorherrschender Meinung wahrscheinlich Tarkasnawa von Mira, gesandt, betreffs der Wiedereinsetzung von Walmu als König über Wiluša (§ 7). Bereits zum Vater des Empfängers, nachdem dieser Städte außerhalb seines Herrschaftsgebiets überfallen und in Atrija und Utima Geiseln genommen hatte, schickte der Großkönig Kuwalanaziti, um die Freilassung der Gefangenen zu erreichen, wie aus demselben Brief hervorgeht (§ 9). In der Stadt Tarsus (heth.Tarša) wurden Siegel von Kuwalanaziti und seines Großvaters Šaḫurunuwa gefunden.
Vermutlich ist er identisch mit dem Boten Kulaziti, der zwei Briefe dem Pharao Ramses II. überbrachte, und wohl auch mit Kuwalanaziti, der zusammen mit Aliziti als Bote nach Ugarit gesandt wurde. Des Weiteren siegelte ein Kulanaziti einen Kaufvertrag im hethitischen Vasallenstaat Emar. Dass alle vier Personen im Verkehr mit hethitischen Vasallenstaaten waren, macht die Identität wahrscheinlich.